# William Balikwisha
William Balikwisha (* 12. Mai 1999 in Brüssel) ist ein belgisch-kongolesischer Fußballspieler. Der Stürmer steht aktuell bei Oud-Heverlee Löwen unter Vertrag.

## Karriere
In seiner Jugend spielte Balikwisha zunächst in den Jugendmannschaften des RSC Anderlecht. Im Alter von 14 Jahren wechselte er nach Standard Lüttich und erhielt eine weitere Förderung im vereinseigenen Ausbildungszentrum, der Académie Robert Louis-Dreyfus.
In der Saison 2017/18 gehörte er der Reservemannschaft von Standard an. Am 2. August 2018 schloss der Verein mit ihm einen Profi-Vertrag ab, der am 19. Juli 2019 verlängert wurde.
In seiner ersten Profi-Saison stand Balikwisha bei fünf Spielen auf dem Platz, allerdings bei keinem über die volle Dauer.
Für die Saison 2019/20 wurde er ohne Kaufoption an Cercle Brügge ausgeliehen. Dort stand Balikwisha lediglich bei drei Spielen im September 2019 auf dem Platz.
Mitte Januar 2020 wurde die Beendigung dieser Ausleihe vereinbart. Stattdessen wurde er bis zum Ende der Saison an den niederländischen Verein MVV Maastricht ausgeliehen, der in der Eerste Divisie, der zweithöchsten niederländischen Liga, spielt. Dort stand er in allen sieben Ligaspielen bis zum Abbruch der Saison infolge der COVID-19-Pandemie auf dem Platz.
In der neuen Saison 2020/21 gehört Balikwisha wieder zum Kader von Standard Lüttich. In dieser Saison bestritt er drei von 40 möglichen Ligaspielen für Standard. In der nächsten Saison wurde er nur bei einem Pokalspiel eingesetzt. Mitte Oktober 2022 wurde sein Vertrag bis zum Ende der Saison 2024 verlängert. In der Saison 2022/23 bestritt er 36 von 40 möglichen Ligaspielen für Standard, in denen er sechs Tore schoss, sowie zwei Pokalspiele mit einem Tor. Zudem wurde er beim ersten Spiel der Saison in der U 23-Mannschaft, die in der Division 1B spielt, eingesetzt. In der nächsten Saison waren es 28 von 40 möglichen Ligaspielen, bei denen er zwei Tore schoss, sowie ein Pokalspiel mit einem geschossenen Tor.
Mitte Juli 2024 wechselte der Stürmer zum Ligarivalen Oud-Heverlee Löwen und unterschrieb dort einen Vertrag mit einer Laufzeit von vier Jahren.

## Nationalmannschaft
Am 24. März 2023 bestritt er sein erstes Länderspiel für die Demokratische Republik Kongo im Rahmen eines Qualifikationsspiel zum Afrika-Cup 2024 gegen Mauretanien.

## Persönliches
Sein zwei Jahre jüngerer Bruder Michel-Ange ist ebenfalls Profifußballer.